# Черненко, Пётр Степанович
Пётр Степанович Черненко (18.11.1918, Киевская область — 27.5.1993, Киевская область) — командир роты 142-го ордена Александра Невского стрелкового полка 5-й Орловской стрелковой дивизии 3-й армии 3-го Белорусского фронта, гвардии капитан. Герой Советского Союза.

## Биография
Родился 18 ноября 1918 года в селе Русаки ныне Иванковского района Киевской области в крестьянской семье. Украинец. Член ВКП(б)/КПСС с 1943 года.
В 1939 году призван в ряды Красной Армии. В боях Великой Отечественной войны с июня 1941 года. Будучи курсантом училища, принимал участие в боях за Ригу. Воевал на Центральном, Западном, Калининском, 2-м Белорусском и 3-м Белорусском фронтах.
Указом Президиума Верховного Совета СССР от 19 апреля 1945 года за прорыв ротой сильно укреплённой обороны противника в районе города Хайлигенбайль, выход в тыл врага и проявленные при этом мужество и героизм гвардии капитану Черненко Петру Степановичу присвоено звание Героя Советского Союза с вручением ордена Ленина и медали «Золотая Звезда».
После окончания Великой Отечественной войны П. С. Черненко служил в армии до 1950 года, затем ушёл в отставку по состоянию здоровья. Жил в городе Иванков Киевской области. Умер 27 мая 1993 года.
Награждён орденами Ленина, Александра Невского, Отечественной войны 1-й степени, Красной Звезды, медалями.
В городе Иванкове прославленному земляку-герою установлен памятник.